# João de Orleães-Longueville
João de Orleães-Longueville (em francês:  Jean d'Orléans-Longueville; Parthenay, 1484 - Tarascon, 24 de setembro de 1533) foi um cardeal do século XVI.

## Biografia
Nasceu em Parthenay em 1484. Dos duques de Longueville. Terceiro filho de François d'Orleans, conde de Dunois e duque de Longueville, e Agnès de Savoie. Os outros irmãos eram Francisco II, duque de Longueville, e Luís I d'Orléans-Longueville, duque de Longueville. Parente dos reis Luis XII e Luís XII da França. Ficou conhecido com o apelativo do Cardeal de Longueville . Ele também está listado como Jean de Aurelia.
O duque de Orleães, futuro rei Luís XII de França, cuidou da sua educação.
(Nenhuma informação encontrada). Clérigo de Chartres. Abade comendador de Bec.
Eleito arcebispo de Toulouse em 29 de novembro de 1503; constituído administrador até atingir a idade canônica de 27 anos; ocupou a sé até sua morte. Consagrado em 26 de abril de 1517, Domingo do Bom Pastor, na igreja de Sainte-Geneviève, Paris, pelo Cardeal Philippe de Luxembourg, bispo de Arras, auxiliado por Étienne Poncher, bispo de Paris, e por Jean LeVeneur, bispo de Lisieux. Concedido o pálio, 14 de agosto de 1517. Abade commendatório do mosteiro beneditino de Saint-Marie de Boccolini, arquidiocese de Rouen. Nomeado bispo de Orléans, 26 de junho de 1521; ocupou a sé até sua morte.
Criado cardeal sacerdote no consistório de 3 de março de 1533; recebeu o chapéu vermelho e o título de S. Martino no Monte, em 3 de março de 1533.
Morreu em Tarascon em 24 de setembro de 1533, enquanto viajava para Marselha para se encontrar com o Papa Clemente VII, que iria realizar a cerimônia de casamento de sua sobrinha Catarina de Médici com Henri, duque de Orléans, futuro rei Henrique II da França. Enterrado (nenhuma informação encontrada); seu coração foi depositado na Sainte-Chapelle, no castelo de Châteaudun.